# Danse extatique

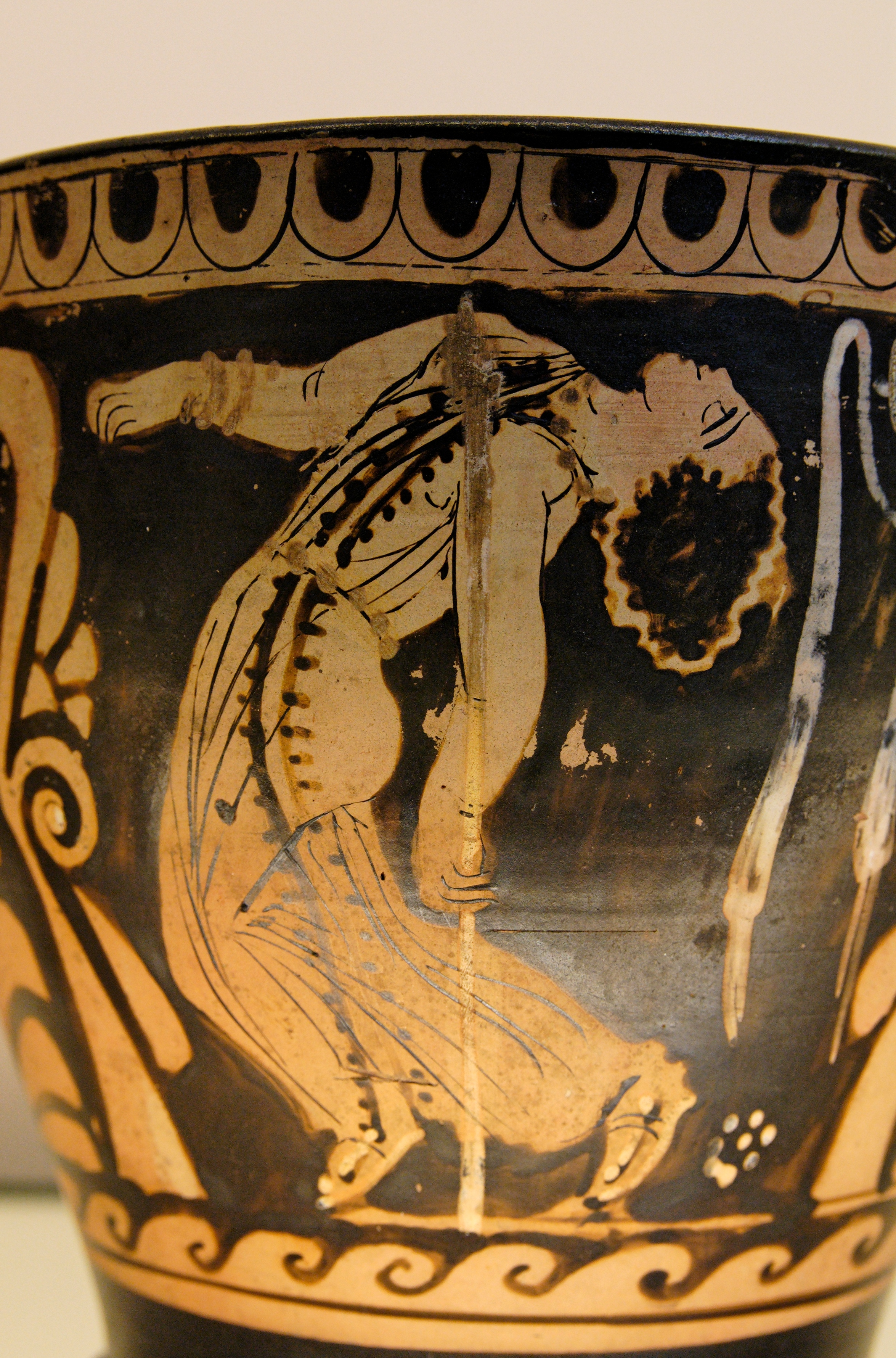
Ménade en extase. Détail d'un skyphos rouge de Paestum. Approx. 330-320 avant J.-C.

La danse extatique est une forme de danse dans laquelle les danseurs, parfois sans avoir besoin de suivre des pas spécifiques, s'abandonnent au rythme et bougent librement au gré de la musique, conduisant à la transe et à une sensation d'extase. Les effets de la danse extatique commencent par l'extase elle-même, qui peut être ressentie à des degrés divers. Les danseurs sont décrits comme se sentant connectés aux autres et à leurs propres émotions. La danse sert de forme de méditation, aidant les gens à faire face au stress et à atteindre la sérénité.
La danse extatique a été pratiquée tout au long de l'Histoire, y compris à l'époque classique par les ménades, adeptes du dieu du vin Dionysos. Dans la pratique ancienne et répandue du chamanisme, la danse extatique et le tambour rythmique sont utilisés pour modifier la conscience dans les pratiques spirituelles. Les danses sacrées extatiques sont également connues des traditions religieuses du monde entier. La danse extatique moderne a été relancée par Gabrielle Roth dans les années 1970 et officialisée dans sa pratique des 5Rythms. On le trouve maintenant sous diverses variantes à travers le monde occidental.
Les attitudes à l'égard de la danse extatique ont beaucoup varié. Dans les années 1920, des musicologues tels que Paul Nettl et Fritz Böhme la considéraient comme primitive et non raffinée. Plus récemment, il a été comparé à la danse dans les raves et dans la culture des clubs, l'anthropologue Michael J. Winkelman et le musicologue Rupert Till trouvant dans ces formes des éléments de rituel, de spiritualité et de guérison. Le philosophe Gediminas Karoblis relie la danse extatique précoce au rituel religieux et note que toute danse bien exécutée frise l'extase.

## Extase
L'extase (du grec ancien ἔκστασις ékstasis, lui-même de ἐκ (ek, hors) et ἵστημι (hístēmi, se tenir droit et ferme, être arrêté, fixé, stationnaire) est une expérience subjective d'implication totale du sujet, avec un objet de sa conscience. Dans la littérature grecque classique, cela signifiait la suppression de l'esprit ou du corps «de son lieu normal de fonction».
L'effet principal de la danse extatique est l'extase elle-même. En particulier, les danseurs sacrés poursuivent activement l'extase "dans l'expérience de la saisie et de l'enlèvement" . L'historien religieux Mircea Eliade a déclaré que les chamans utilisent la danse, la musique répétitive, le jeûne et les drogues hallucinogènes pour induire l'extase. L'ethnologue Maria-Gabriela Wosien a identifié quatre degrés d'extase que les danseurs peuvent éprouver: «l'avertissement, le murmure de l'inspiration, la prophétie, et enfin le don, le plus haut degré d'inspiration».
Les effets décrits de la danse extatique comprennent un sentiment de connexion avec les autres, une «relation universelle», et avec les propres émotions du danseur; sert de méditation, fournit un moyen de faire face au stress et de restaurer la sérénité; et sert de pratique spirituelle. Roth a identifié des émotions spécifiques associées aux cinq rythmes différents de danse extatique qu'elle utilisait, à savoir que le rythme fluide reliait le danseur à sa propre peur, le rythme staccato avec la colère, le chaos avec la tristesse, le lyrique avec la joie et le calme avec la compassion.

## Antiquité

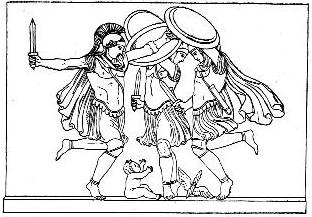
Les Kouretes extatiques dansant autour de l'enfant Zeus, représenté par Jane Ellen Harrison, 1912

On sait peu de chose sur la danse extatique dans l'antiquité. Cependant, la mythologie grecque a plusieurs histoires des Ménades. Les ménades étaient des adoratrices enivrées du dieu grec du vin, Dionysos, connues pour leurs "révélations extatiques et leurs danses frénétiques",. Les mythiques adeptes féminines de Dionysos, comprenant les bacchants et les thyai ainsi que les ménades, auraient recherché le "délire sauvage" de la possession par le dieu pour pouvoir "sortir d'eux-mêmes", ce qu'on appelait "ekstasis". Les homologues masculins des Ménades étaient les Corybantes (grec Κορύβαντες), des danseurs extatiques armés et huppés qui adoraient la déesse phrygienne Cybèle avec des tambours et des danses. Ils étaient la progéniture de la muse Thalie et du dieu Apollon. Les Grecs les confondaient souvent avec d'autres confréries mâles extatiques, comme les Dactyles idéens ( Greek Δάκτυλοι Ἰδαῖοι) ou les Corybantes crétois (Κουρῆτες), des jeunes esprits (kouroi) dotés de pouvoirs magiques qui ont agi en tant que gardiens de l'enfant Zeus.
Les mythes ont donné lieu à des pratiques grecques antiques en l'honneur de Dionysos. L'oreibasia («danse de montagne») était un rite dionysiaque de mi-hiver pratiqué par les femmes, et dit être à l'origine une «danse extatique et sans retenue où la personnalité «humaine» était temporairement remplacée par une autre», bien qu'elle se soit finalement structurée en un rituel défini.
Le théologien W. O. E. Oesterley soutient que des passages de l'Ancien Testament tels que 1 Rois 18:26, "Et ils [Les prophètes de Baal] sautaient devant l'autel qu'ils avaient fait.", et 1 Rois 18:21, "Jusqu'à quand clocherez-vous des deux côtés?" décrivent une sorte de danse extatique utilisée pour le culte païen dans laquelle les genoux étaient pliés, l'un après l'autre, pour donner une sorte de pas boiteux répété pour chaque jambe. Il note que la danse a augmenté "à une frénésie orgiaque", comme indiqué dans 1 Rois 18:28 où les danseurs crient à haute voix et se coupent "avec des épées et avec des lances". Il suggère que cela aurait pu être destiné à éveiller la pitié du dieu et donc à le faire répondre aux prières du peuple. Oesterley compare cela au récit d'Apulée dans son Âne d'or 8: 27-28 du IIe siècle de la danse extatique des prêtres de la déesse syrienne, dans laquelle "ils ont commencé à hurler tout faux et à se précipiter çà et là comme bien qu'ils soient fous. Ils ont fait mille gestes avec leurs pieds et leur tête; ils se courbaient le long du cou et se retournaient pour que leurs cheveux s'envolent en cercle; ils mordraient leur propre chair; enfin, tout le monde a pris son arme à deux tranchants et s'est blessé les bras à divers endroits."
Oesterley note également qu'Héliodore d'Émèse a enregistré au IIIe siècle dans son Les Éthiopiques 4:16ff que les marins de Tyr ont exécuté une danse adorant leur dieu Herakles, sur la "musique rapide" des flûtes, sautillant, sautant, "boitant sur le sol, et puis se retournant avec tout le corps, tournant comme des hommes possédés."

## Traditions
Une multitude de religions et d'autres traditions, fondées à des époques différentes mais toujours pratiquées dans le monde aujourd'hui, utilisent la danse extatique.

Carte anglophone de la danse extatique à travers le monde. Certaines formes de danse se sont largement répandues ou, comme le chamanisme, se retrouvent sous différentes formes à travers le monde,

| Tradition                       | Des pays                       | Description | Début                |
| ------------------------------- | ------------------------------ | --- | -------------------- |
| Rudra-Shiva                     | Inde                           | Dans la mythologie hindoue, le Rig-Véda raconte l'histoire des Maruts, les compagnons sauvages mais joueurs du dieu Rudra-Shiva. Les disciples humains du dieu peuvent s'identifier et imiter les compagnons du dieu, comme cela s'est produit dans la Grèce antique avec les disciples de Dionysos et des Corybantes. | Antiquité            |
| Chamanisme                      | À l'échelle mondiale           | Utilise le tambour, le rythme et la danse extatique pour modifier la conscience dans les pratiques spirituelles,, donc magiques plutôt que purement extatiques; en Europe, cela s'est terminé au Moyen Âge, interdit par l'église chrétienne, alors qu'il a continué parmi les peuples indigènes en Amérique, en Sibérie et ailleurs. | Antiquité            |
| Anastenaria                     | Grèce du Nord, Bulgarie du Sud | Lors des célébrations annuelles de saint Constantin et de sainte Hélène, les danseurs exécutent l'Anastenaria, un rituel de marche sur le feu, comme point culminant de trois jours de processions, de musique, de danse et de sacrifice d'animaux,. | Antique ou médiévale |
| Tourbillon soufi                | Turquie                        | Dans la tradition de l'ordre mevlevi fondé par Djalâl ad-Dîn Rûmî, le tourbillon soufi extatique est pratiqué par les fidèles comme méditation active au sein du Samā‘ (cérémonie d'adoration). En 2007, la danse extatique était au centre de la résistance politique en Iran, apparemment «démonisée» par des religieux chiites. | 12e siècle           |
| Santeria                        | Cuba                           | Une forme syncrétisée de danse africaine de la religion yoruba, du Fon du Bénin et des traditions congolaises fusionnée avec le christianisme et les religions indigènes américaines. | XVIe siècle          |
| Candomblé                       | Brésil                         | Tradition religieuse afro-américaine pratiquée principalement au Brésil; utilise la musique et la danse extatique dans lesquelles les fidèles deviennent possédés par leurs propres divinités tutélaires, Orishas. | Début du XIXe siècle |
| Shakers, certains pentecôtistes | Amérique                       | Sectes chrétiennes "charismatiques" utilisant des danses rituelles extatiques | XVIIIe siècle        |
| Danse rituelle balinaise        | Bali, Indonésie                | Les anthropologues Gregory Bateson et Margaret Mead ont filmé Trance et danse à Bali à la fin des années 1930, enregistrant l'utilisation de la transe dans la danse rituelle balinaise, mais influençant également ce qu'ils ont observé, par exemple en introduisant l'utilisation de femmes danseuses dans le kris-dance en 1937. La danse culmine avec les femmes qui dansent en extase, se poignardant avec leurs poignards kris acérés et ne faisant aucun mal,. | Années 1930          |
| Sorcellerie moderne             | Monde occidental               | Les traditions de sorcellerie modernes telles que la Récupération et la tradition Feri se définissent comme des «traditions extatiques» et se concentrent sur l'atteinte d'états extatiques dans leurs rituels, qui intègrent la danse avec d'autres techniques . | Années 1960          |
| Adoration de Mariamman          | Guyane                         | Les immigrants tamouls madrasi du sud de l'Inde ont apporté avec eux le culte rituel de la déesse Mariamman, basé sur la danse extatique au tambourinage du tappu. Le culte de Mariamman ou Kali-Mai ("mère noire") est également pratiqué à Trinidad et était autrefois répandu dans les villages de l'Inde. Depuis les années 1970, le culte de Kali a pris la forme de «cérémonies extatiques de guérison de possession spirituelle».                               | Années 1970          |

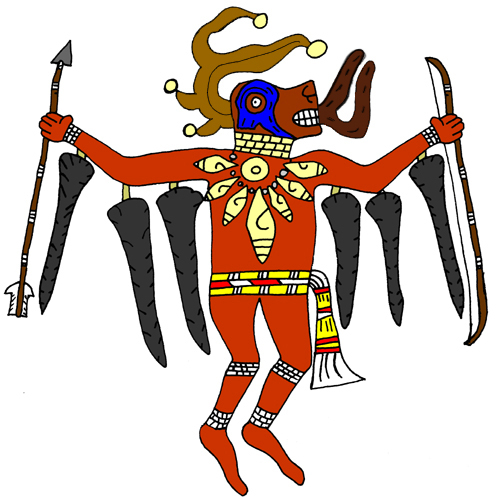
Chamanisme, Amérique
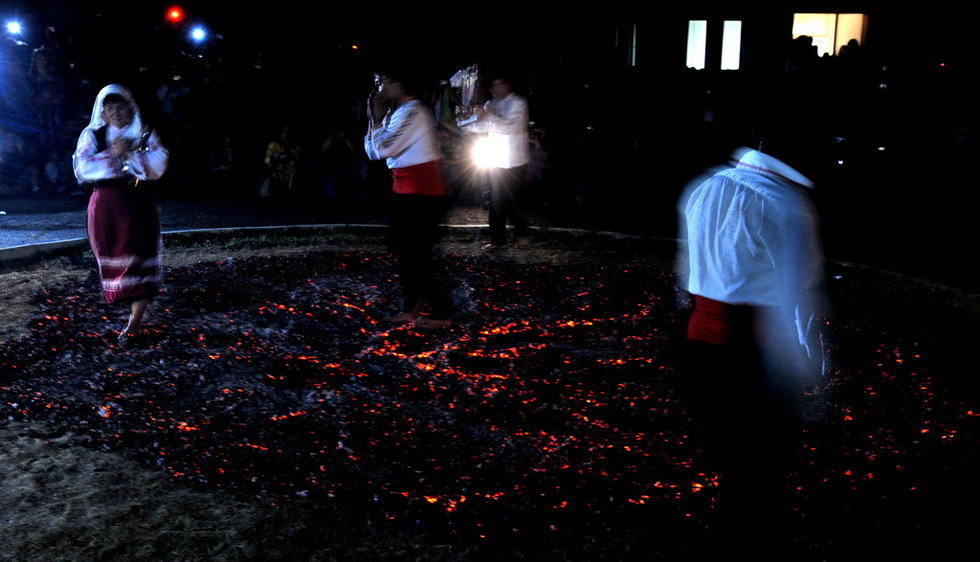
Anastenaria, Bulgarie
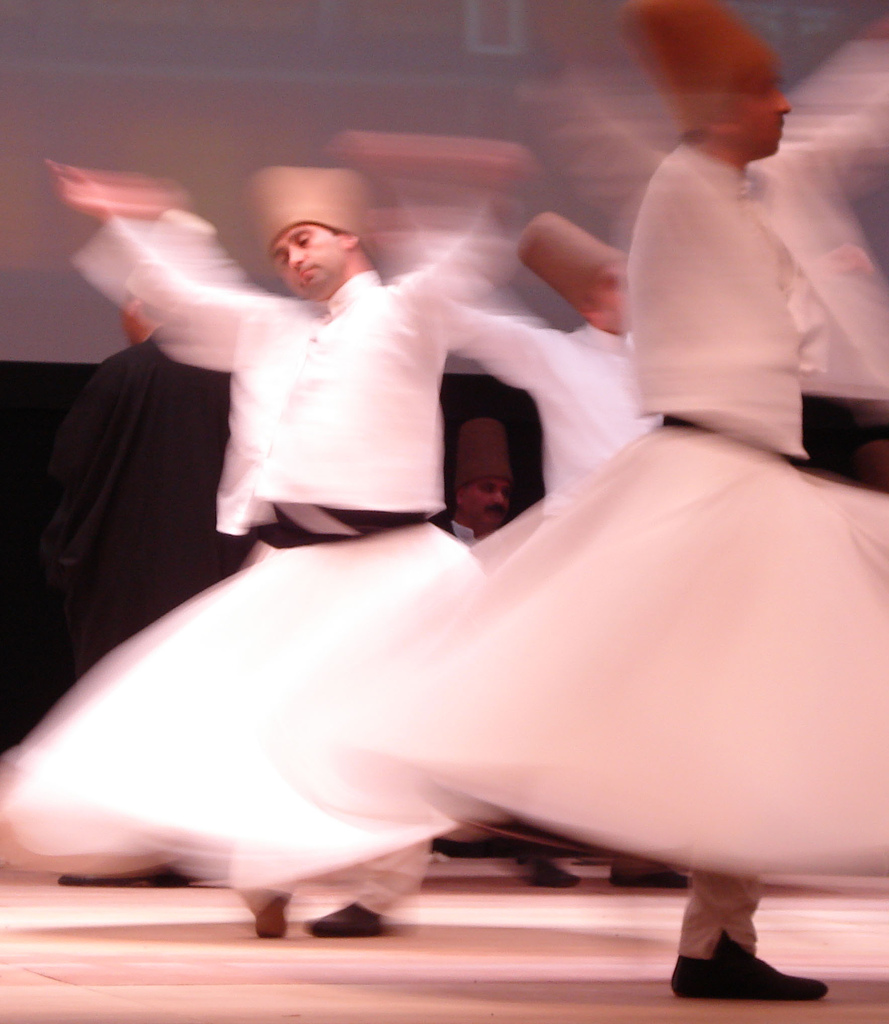
Derviches tourneurs, Turquie
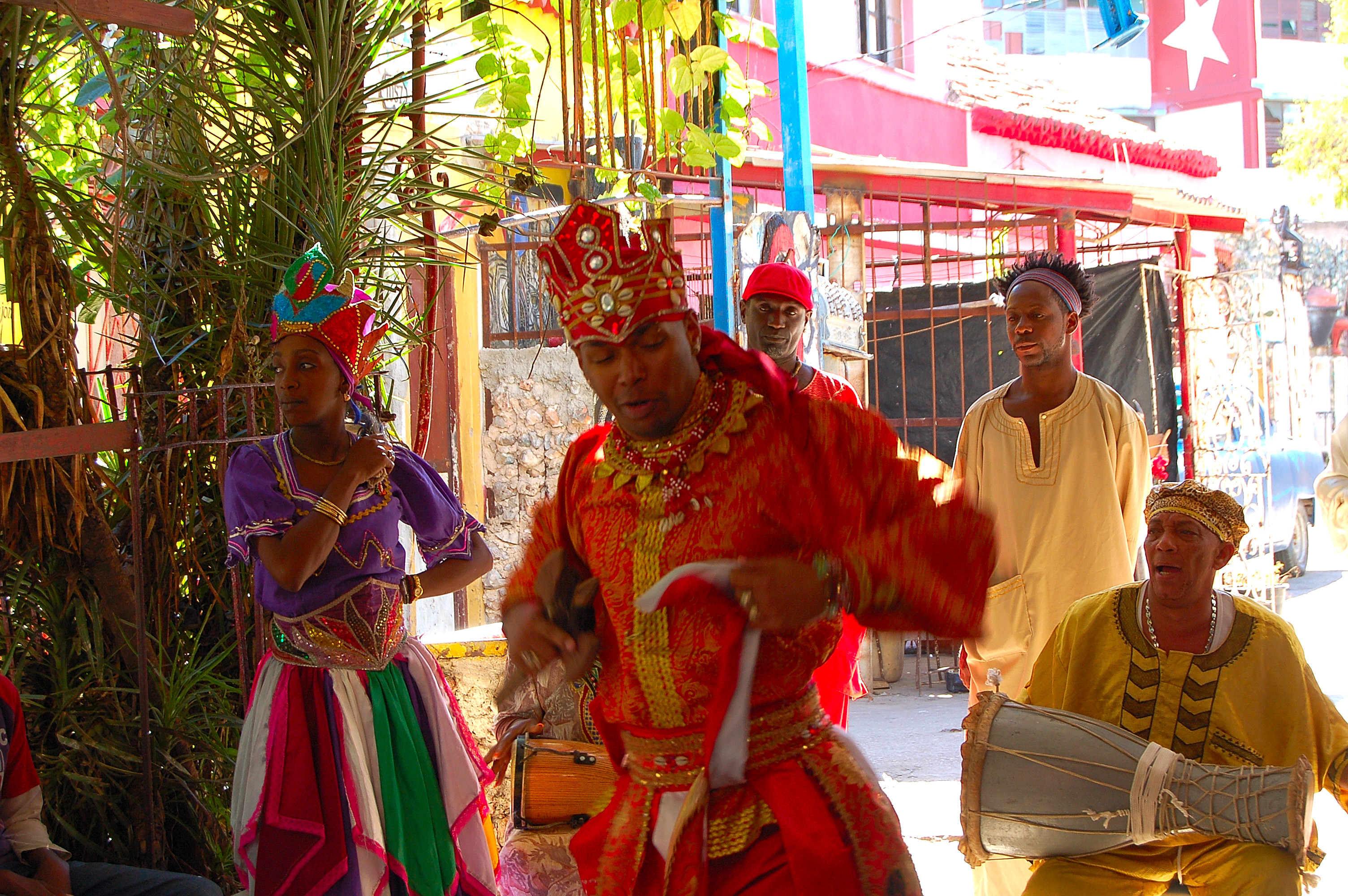
Santeria, Cuba
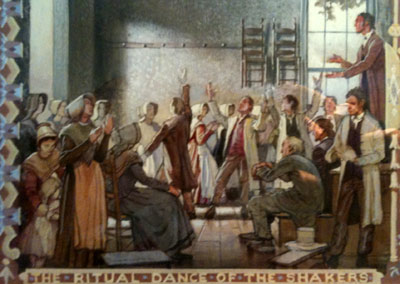
Shakers, Amérique
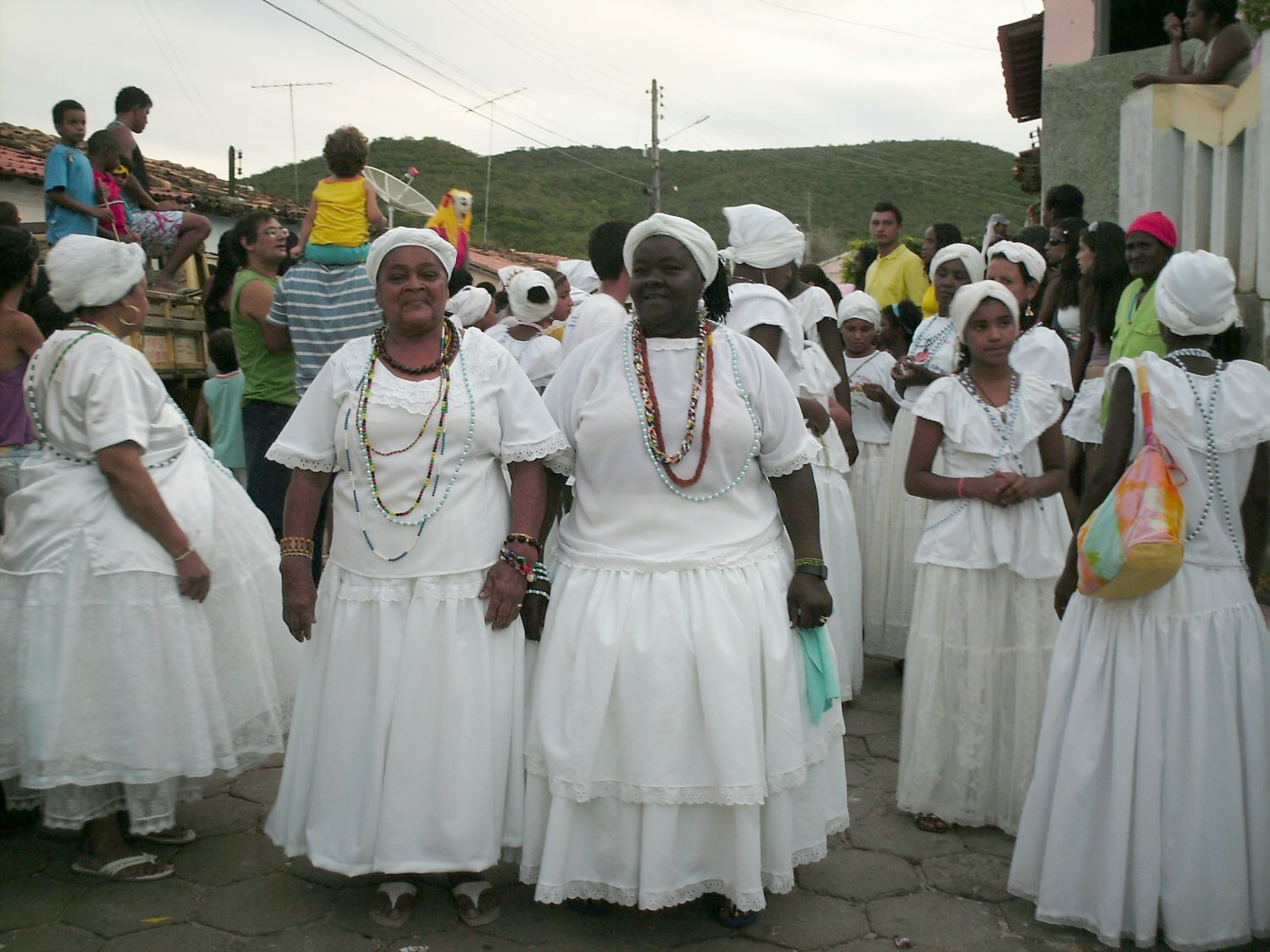
Candomblé, Brésil
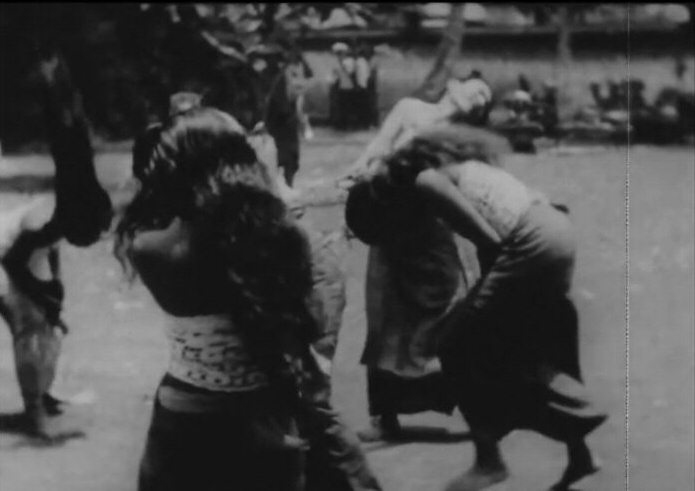
Danse Kris, Bali

## Moderne

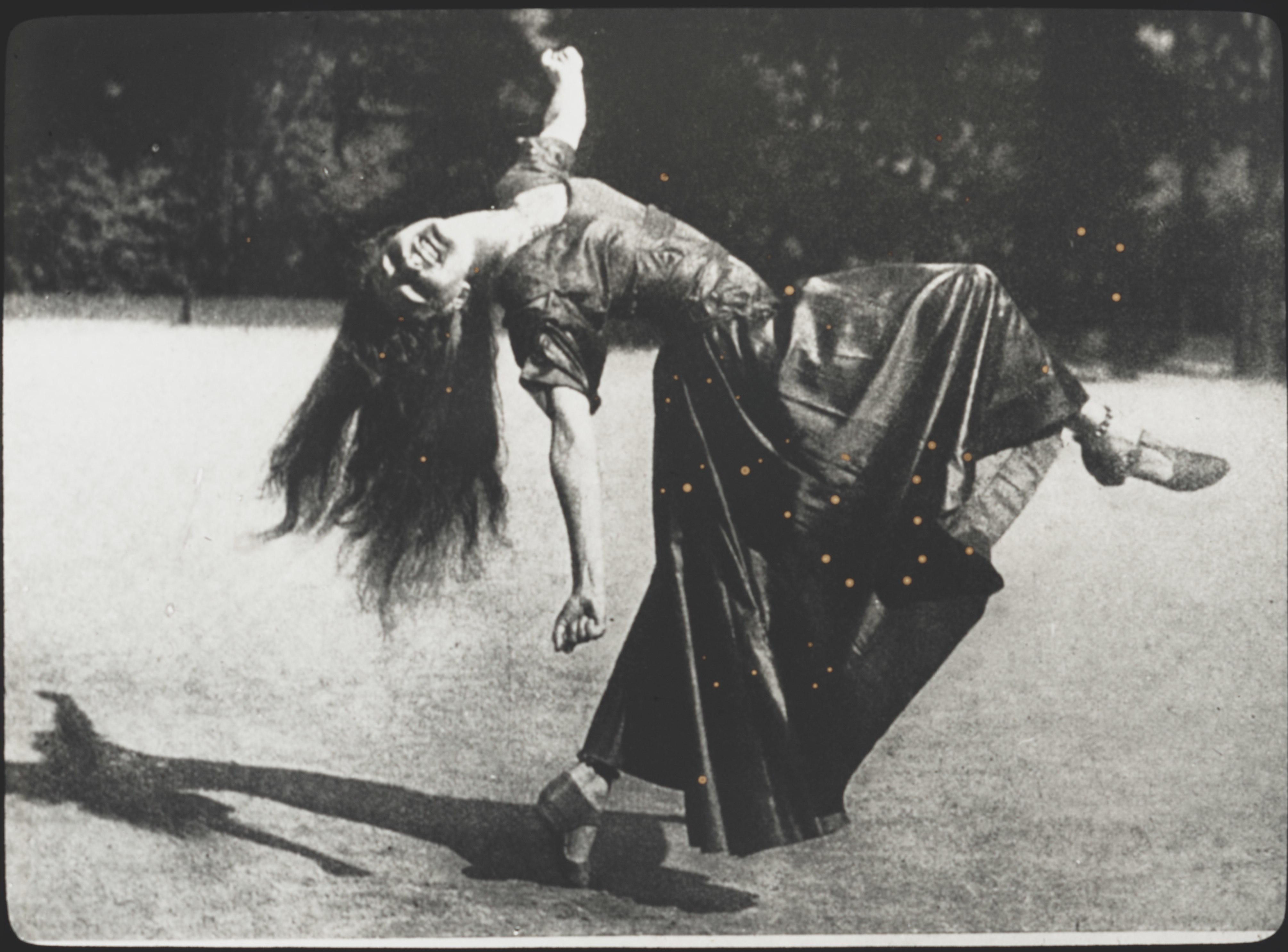
Les valses du Danube extatiques de Grete Wiesenthal, 1908, photographiées par Arnold Genthe

Au début du XXe siècle, la danseuse autrichienne Grete Wiesenthal a transformé la valse viennoise formelle en un spectacle dansé extatique avec "un mouvement tourbillonnant, euphorique et des courbures du corps", les danseurs "avec les cheveux déliés et des robes balançantes".
La danse extatique moderne est un style de danse d'improvisation avec peu ou pas de structure formelle ou d'étapes à suivre ou une façon particulière de danser. La danse extatique moderne s'est développée parallèlement à l'intérêt occidental pour le tantrisme; les deux sont parfois combinés et la danse extatique joue souvent un rôle dans les ateliers de tantrisme,.
La danseuse et musicienne Gabrielle Roth a ramené le terme «danse extatique» dans l'usage courant dans les années 1970 à l'institut Esalen avec son format de danse appelé 5Rhythms. Il se compose de cinq sections, chacune accompagnée de musique de Trance, avec un rythme différent, constituant ensemble une «vague». Les cinq rythmes (dans l'ordre) sont Flowing, Staccato, Chaos, Lyrical et Stillness. La forme a peu de règles mais est soigneusement arrangée, comme documenté dans le livre 1989 de Roth Maps to Ecstasy et un ensemble de trois DVD,.

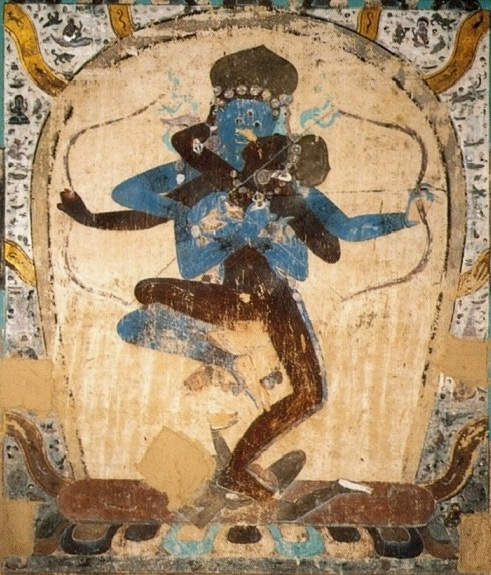
Union tantrique extatique, dynastie Yuan, XIVe siècle. La danse extatique moderne incorpore parfois des éléments du tantrisme.

De nombreux formats différents se sont développés depuis les années 1970, souvent issus des 5Rhythms de Roth,. Après avoir reçu l'enseignement de Roth en 1989, Susannah et Ya'Acov Darling-Khan ont fondé la Moving Center School en Grande-Bretagne en 1989, enseignant les 5 rythmes à travers l'Europe. En 2006, après avoir rencontré des chamans en Amazonie, les Darling-Khan ont lancé leur propre forme de danse extatique, la médecine du mouvement. La journaliste scientifique et environnementale Christine Ottery, écrivant pour le journal britannique The Guardian en 2011, a suggéré que «la danse extatique a un problème d'image», mais qu'elle «englobe tout, des grands mouvements mondiaux tels que 5Rhythms et Biodanza aux rencontres locales avec danse et tambour ». Passant en revue son expérience de 5Rhythms pour le journal, elle suggère que les lecteurs peuvent «trouver 5 Rhythms un bon point de départ» s'ils veulent essayer la danse extatique.
Cependant, d'autres styles ont également été développés en Amérique du Nord, notamment la Ecstatic Dance Comminity (communauté de danse extatique) fondée en 2001 par Max Fathom à Kalani Honua à Puna sur la grande île d'Hawaï et influencée par le Body Choir de 1994 de Carol Marashi à Austin, au Texas. Également au Texas, Sydney «Samadhi» Strahan a fondé Ecstatic Dance Evolution à Houston en 2003, tandis que la Tribal Dance Community de Julia Ray a ouvert ses portes à Toronto en 2006. Un programme plus influent d'événement de danse extatique, simplement appelé Ecstatic Dance, a été fondé plus tard, en 2008, par Tyler Blank et Donna Carroll et s'est tenu au Sweet's Ballroom à Oakland, en Californie. En 2018, l'Ecstatic Dance Community Foundation a répertorié plus de 80 lieux proposant des «pratiques de danse organisées et spontanées».

## Accueil

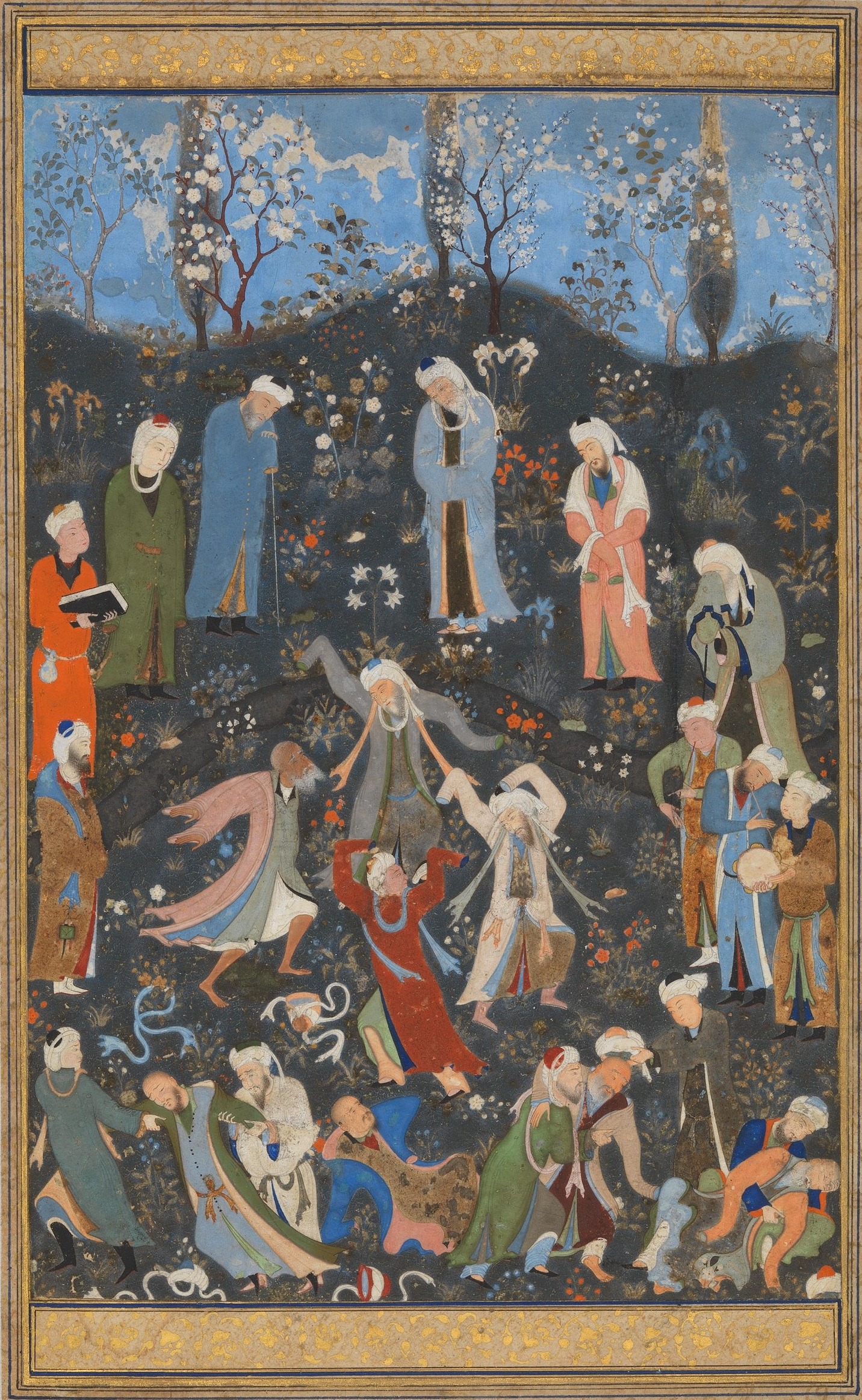
Le musicologue Paul Nettl a soutenu que la danse extatique des soufis et d'autres était «primitive». Peinture de Kamāl ud-Dīn Behzād (vers 1485)

### Attitudes duXXesiècle
Le musicologue Paul Nettl (de), écrivant en 1929, admettait que la danse extatique avait une puissance émotionnelle "exprimant une sorte d'exaltation psychique, une émotion intensifiée", et que l'"ordre rythmé" sur lequel elle est basée est hypnotique, induisant un état méditatif et une "dissolution de la conscience", mais maintenait que c'était une forme de danse "primitive", précurseure de formes "supérieures" plus structurées. Nettl continuait en écrivant que la danse extatique était à la fois religieuse et érotique, donnant des exemples de la Grèce antique, de la chrétienté médiévale et du soufisme. Dans son Tanzkunst ("Art de la Danse") de 1926, le théoricien de la danse Fritz Böhme (de) écrivait de manière similaire, sans donner d'exemple pour illustrer son assertion, que la danse extatique manquait de raffinement, étant limitée à "une expression naturelle et organique.".
Le philosophe Gediminas Karoblis déclare que dans les premières cultures, la danse extatique était liée aux rituels religieux, libérant le danseur du moi égocentrique, annulant la conscience de soi et se connectant à l'absolu. Selon Karoblis, les danses de transe peuvent être extatiques ou magiques. Il considère que la transe des derviches tourneurs est véritablement extatique car elle glorifie Dieu, alors que la danse chamanique ne l'est pas, étant plutôt magique, car elle est destinée à induire des effets dans le monde. Karoblis note que toute danse est à la limite de l'extase, car la catharsis qu'elle produit - si elle est bonne - ne peut être contrôlée ou "techniquement calculée", mais les danseurs en dépendent.

### Psychologie

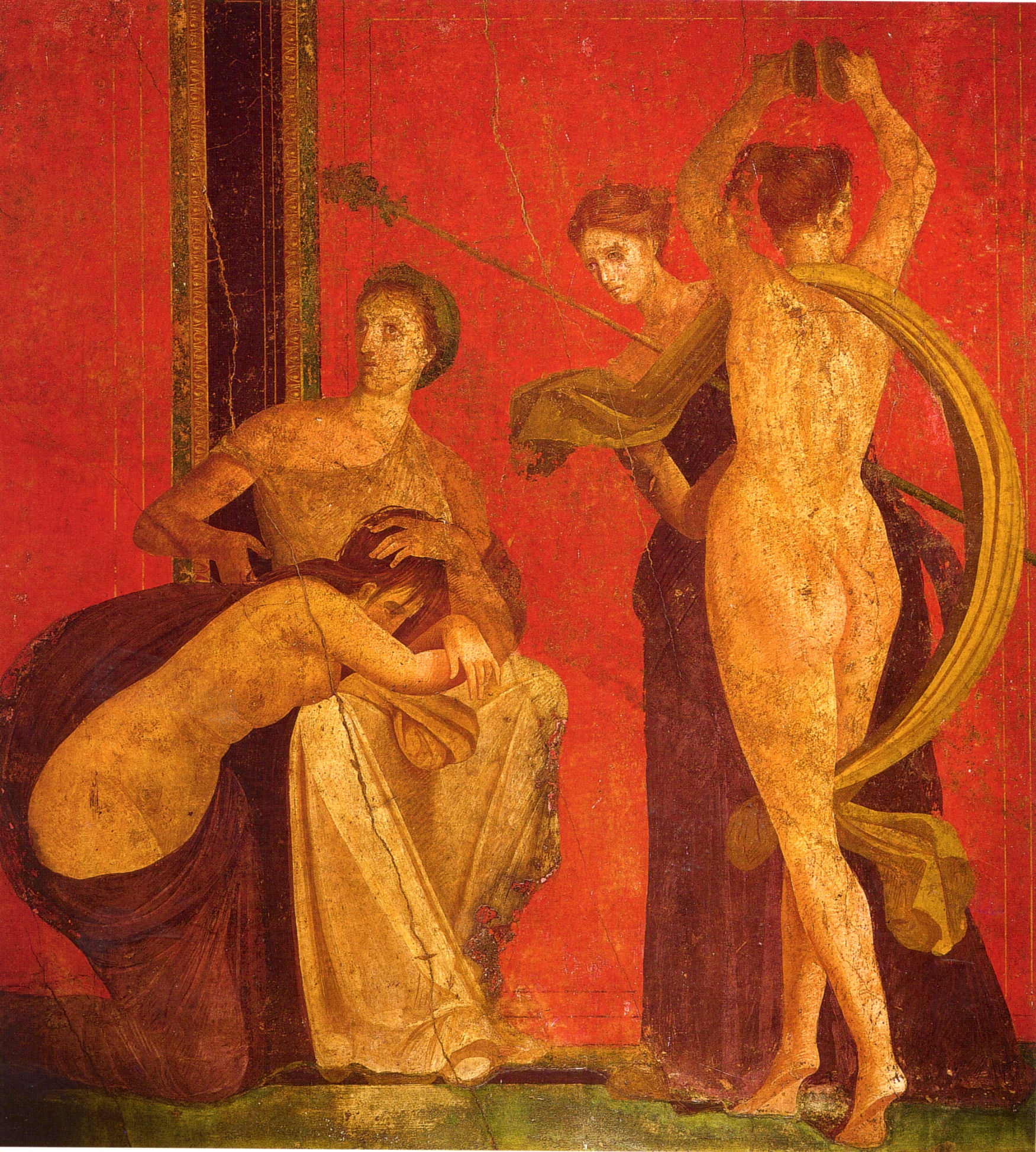
La psychanalyste Mary Jo Spencer écrit de la ménade de la Villa des Mystères de Pompéi: "Elle ne danse pas en extase; elle est la danse.

La psychanalyste Mary Jo Spencer a utilisé l'image de la danseuse extatique (une ménade) représentée dans la Villa des Mystères de Pompéi pour expliquer l'apparition de la danse comme symbole de la psyché. Elle décrit dans la fresque "une femme nue avec un foulard fluide tournant dans une danse contenue mais extatique, un peu comme la description des derviches: elle ne danse pas en extase; elle est la danse". Ceci était dans le contexte d'un client qui présentait un «motif» continu de danse, qui apparaissait chaque fois qu'un «changement majeur d'attitude» était imminent. 

### Pleine conscience
Le chercheur en sciences infirmières Yaowarat Matchim et ses collègues écrivent que bien que la méditation de pleine conscience soit apparue dans le bouddhisme, les pratiques qui provoquent la pleine conscience se retrouvent dans les traditions du monde entier; ces pratiques comprennent la danse extatique ainsi que le yoga, la prière, la musique et l'art.

### Parallèles
L'anthropologue Michael J. Winkelman suggère que le chamanisme et les raves modernes partagent des structures comprenant le rituel social et l'utilisation de la danse et de la musique pour créer des liens, pour communiquer des émotions et pour leurs effets sur la conscience et la guérison personnelle.
Le musicologue Rupert Till place la danse de club contemporaine sur de l'electronic dance music dans le cadre de la danse extatique. Il écrit que «la culture du club a des éléments de religion, de spiritualité et de signification. Son caractère transgressional est en partie une réaction à l'histoire de la répression des traditions de danse extatique par le christianisme, en particulier par les traditions puritaines et luthériennes." Il note que les spécialistes de la musique Nicholas Saunders et Simon Reynolds discutent tous deux de la culture de la musique de danse électronique «en termes de rituels de transe et d'états extatiques».

### Documentation
Dans leur documentaire de 2003 Dances of Ecstasy, les cinéastes Michelle Mahrer et Nicole Ma ont dépeint des danses extatiques du monde entier, avec des danses traditionnelles des San du désert du Kalahari en Namibie et des Yoruba du Nigeria; la célébration annuelle moderne de Firedance dans les montagnes de Santa Cruz, en Californie; par Gabrielle Roth; la danse tournoyante Dhikr des derviches soufis le rituel Hadra dansé par des femmes marocaines, amenées par des immigrés du Ghana et du Sénégal ; le Rainbow Serpent Festival moderne en Australie; le rituel du candomblé au Brésil, dérivé des traditions yoruba, Fon du Bénin et congolaises et le rituel chamanique Gut de Corée.